# ريتشل هورن
ريتشل هورن (بالإنجليزية: Rachel Horne)‏ هي مقدمة تلفزيونية وصحفية ومذيعة بريطانية، ولدت في 29 مايو 1979 في مقاطعة فيرماناغ في المملكة المتحدة.

## وصلات خارجية
- ريتشل هورن على موقع IMDb (الإنجليزية)